# Abzhywa
Abzhywa (tiếng Abkhaz: Abzhuaa – Абжьыуа, Abƶywa; còn được chuyển tự thành Abzhua từ tiếng Nga: Абжуа, Абжива; tiếng Gruzia: აბჟუა) là một trong bảy vùng lịch sử của Abkhazia, do đó được tượng trưng bằng một ngôi sao trên Quốc kỳ Abkhazia. Cư dân bản địa của vùng này là những người thuộc nhóm dân tộc chí Абжуйцы (người Abkhazia Abzhui).

## Lãnh thổ
Trước khi Nga sáp nhập Công quốc Abkhazia, Abzhywa từng là một quận hành chính riêng biệt. Khi trở thành lãnh thổ thuộc Đế quốc Nga, Abzhywa trở thành một okrug của Abkhazia. Lãnh thổ của Abzhywa tương ứng phần lớn lãnh thổ của Ochamchire ngày nay, cùng với một phần lãnh thổ của quận Tkvarcheli của Abkhazia, nằm giữa sông Kodor và sông Okhurei.